# Coppa di Lega 2008-2009 (Emirati Arabi Uniti)
La Etisalat 2008-09 Emirates Cup è stata la prima edizione della Etisalat Emirates Cup, è iniziata il 10 ottobre 2008 e terminata il 3 aprile 2009. La coppa è stata vinta dal Al Ain sconfiggendo l'Al Wahda per 1-0 in finale. I 12 club sono stati divisi in 3 gruppi da 4 squadre ciascuno. I vincitori del girone e il miglior secondo classificato si sono qualificati per la seconda fase.

## Fase a Girone

### Gruppo A
| Squadra   | Pg | V | N | S | GF | GS | DR | Pun |
| --------- | -- | - | - | - | -- | -- | -- | --- |
| Al-Wahda  | 6  | 4 | 2 | 0 | 8  | 4  | +4 | 14  |
| Al-Shabab | 6  | 2 | 3 | 1 | 12 | 8  | +4 | 9   |
| Sharjah   | 6  | 1 | 2 | 3 | 4  | 8  | -4 | 5   |
| Al Dhafra | 6  | 0 | 3 | 3 | 4  | 8  | -4 | 3   |

#### Risultati
| 10 ottobre, 2008 |     |           |  |  |
| Al Dhafra        | 1–1 | Sharjah   |  |  |
| 11 ottobre, 2008 |     |           |  |  |
| Al Shabab        | 3–3 | Al Wahda  |  |  |
| 17 ottobre, 2008 |     |           |  |  |
| Sharjah          | 1–4 | Al Shabab |  |  |
| 18 ottobre, 2008 |     |           |  |  |
| Al Wahda         | 1–0 | Al Dhafra |  |  |
| 9 gennaio, 2009  |     |           |  |  |
| Al Dhafra        | 1–1 | Al Shabab |  |  |
| Sharjah          | 0–1 | Al Wahda  |  |  |
| 13 gennaio, 2009 |     |           |  |  |
| Al Shabab        | 3–1 | Al Dhafra |  |  |
| Al Wahda         | 1–0 | Sharjah   |  |  |
| 18 gennaio, 2009 |     |           |  |  |
| Al Wahda         | 0–0 | Al Shabab |  |  |
| 19 gennaio, 2009 |     |           |  |  |
| Sharjah          | 0–0 | Al Dhafra |  |  |
| 23 gennaio, 2009 |     |           |  |  |
| Al Shabab        | 1–2 | Sharjah   |  |  |
| Al Dhafra        | 1–2 | Al Wahda  |  |  |

### Group B
| Squadra    | Pg | V | N | S | GF | GS | DR  | P  |
| ---------- | -- | - | - | - | -- | -- | --- | -- |
| Al-Jazira  | 6  | 5 | 0 | 1 | 19 | 6  | +13 | 15 |
| Al-Wasl    | 6  | 2 | 2 | 2 | 9  | 14 | -5  | 8  |
| Al-Khaleej | 6  | 1 | 2 | 3 | 10 | 11 | -1  | 5  |
| Al-Shaab   | 6  | 1 | 2 | 3 | 5  | 12 | -7  | 5  |

#### Risultati
| 10 ottobre, 2008 |     |                |  |  |
| Khaleej          | 2–3 | Al-Jazira Club |  |  |
| 11 ottobre, 2008 |     |                |  |  |
| Al Shaab         | 1–1 | Al Wasl        |  |  |
| 17 ottobre, 2008 |     |                |  |  |
| Al-Jazira Club   | 5–0 | Al Shaab       |  |  |
| 18 ottobre, 2008 |     |                |  |  |
| Al Wasl          | 3–3 | Khaleej        |  |  |
| 7 gennaio, 2009  |     |                |  |  |
| Al-Jazira Club   | 4–0 | Al Wasl        |  |  |
| January 9, 2009  |     |                |  |  |
| Khaleej          | 2–0 | Al Shaab       |  |  |
| 13 gennaio, 2009 |     |                |  |  |
| Al Wasl          | 1–4 | Al-Jazira Club |  |  |
| 14 gennaio, 2009 |     |                |  |  |
| Al Shaab         | 1–1 | Khaleej        |  |  |
| 18 gennaio, 2009 |     |                |  |  |
| Al Wasl          | 2–1 | Al Shaab       |  |  |
| 19 gennaio, 2009 |     |                |  |  |
| Al-Jazira Club   | 2–1 | Khaleej        |  |  |
| 23 gennaio, 2009 |     |                |  |  |
| Khaleej          | 1–2 | Al Wasl        |  |  |
| Al Shaab         | 2–1 | Al-Jazira Club |  |  |

### Group C
| Squadra        | Pg | V | N | S | GF | GS | DR | Pun |
| -------------- | -- | - | - | - | -- | -- | -- | --- |
| Al-Ain         | 6  | 4 | 1 | 1 | 9  | 4  | +5 | 13  |
| Shabab Al-Ahli | 6  | 3 | 1 | 2 | 13 | 10 | +3 | 10  |
| Al-Nasr        | 6  | 2 | 0 | 4 | 6  | 6  | 0  | 6   |
| Ajman          | 6  | 2 | 0 | 4 | 5  | 13 | -8 | 6   |

#### Risultati
| 10 ottobre, 2008  |     |         |  |  |
| Al Nasr           | 2–0 | Al Ahli |  |  |
| 11 ottobre, 2008  |     |         |  |  |
| Al Ain            | 1–0 | Ajman   |  |  |
| 17 ottobre, 2008  |     |         |  |  |
| Ajman             | 1–0 | Al Nasr |  |  |
| 18 ottobre, 2008  |     |         |  |  |
| Al Ahli           | 1–1 | Al Ain  |  |  |
| 9 gennaio, 2009   |     |         |  |  |
| Al Ahli           | 5–3 | Ajman   |  |  |
| Al Nasr           | 0–1 | Al Ain  |  |  |
| 13 gennaio, 2009  |     |         |  |  |
| Ajman             | 0–4 | Al Ahli |  |  |
| Al Ain            | 2–1 | Al Nasr |  |  |
| 18 gennaio, 2009  |     |         |  |  |
| Ajman             | 0–3 | Al Ain  |  |  |
| 19 gennaio, 2009  |     |         |  |  |
| Al Ahli           | 1–3 | Al Nasr |  |  |
| 24 gennaio , 2009 |     |         |  |  |
| Al Ain            | 1–2 | Al Ahli |  |  |
| Al Nasr           | 0–1 | Ajman   |  |  |

## Semi-Finali

### Andata
| Arbitro: | Sim Al Makhur |

|           |           |                                |
| Jaber 77’ | Marcatori | 23’ Ameen 68’ Hashim 87’ Pinga |

| Arbitro: | Mohammad Abdullah Hassan |

|            |           |                                           |
| Baiano 48’ | Marcatori | 10’, 30’ (45), pen.’ André Dias 46’ Hilal |

## Ritorno
| Arbitro: | Abdulwahid Qhater |

|          |           |  |
| Baré 22’ | Marcatori |  |

| Arbitro: | Mohammed Al Junaibi |

|                |           |  |
| André Dias 70’ | Marcatori |  |

## Finale
| Arbitro: | Mohammad Abdullah Hassan (UAE) |

|            |           |  |
| Shehab 75’ | Marcatori |  |

| Vincitori Etisalat Emirates Cup 2008–09 |
| --------------------------------------- |
| Al-Ain 1º Titolo                        |